# Leucovis
Leucovis es un  género de lepidópteros perteneciente a la familia Noctuidae. Es originario de África.

## Especies
- Leucovis alba Rothschild, 1897
- Leucovis lepta Fawcett, 1917